# Seixo

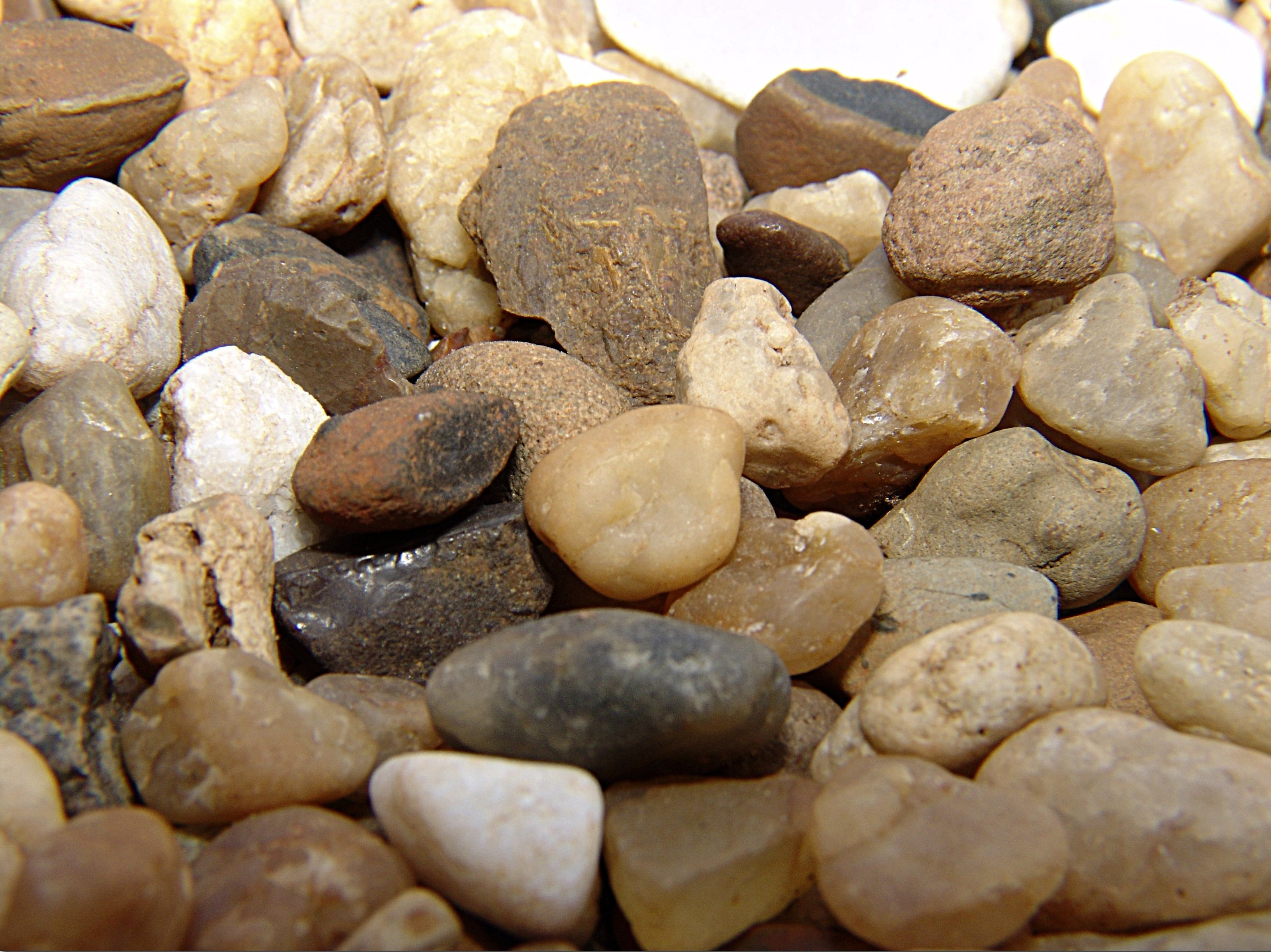
Seixos (ou pedras arredondadas)

Chama-se seixo a todo fragmento de mineral ou de rocha, menor do que bloco ou rocha e maior do que grânulo, e que na escala de Wentworth, de amplo uso em geologia, corresponde a diâmetro maior do que 4 mm e menor do que 64 mm.
De acordo com uma norma da ABNT, a NBR 6502 sobre Rochas e solos - Terminologia de 1995, define-se pedregulho como solo formado por minerais ou partículas de rocha, com diâmetro compreendido entre 2,0 mm até 60 mm que, quando arredondados ou semiarredondados, são denominados de cascalho ou seixo.

## Seixos artificiais

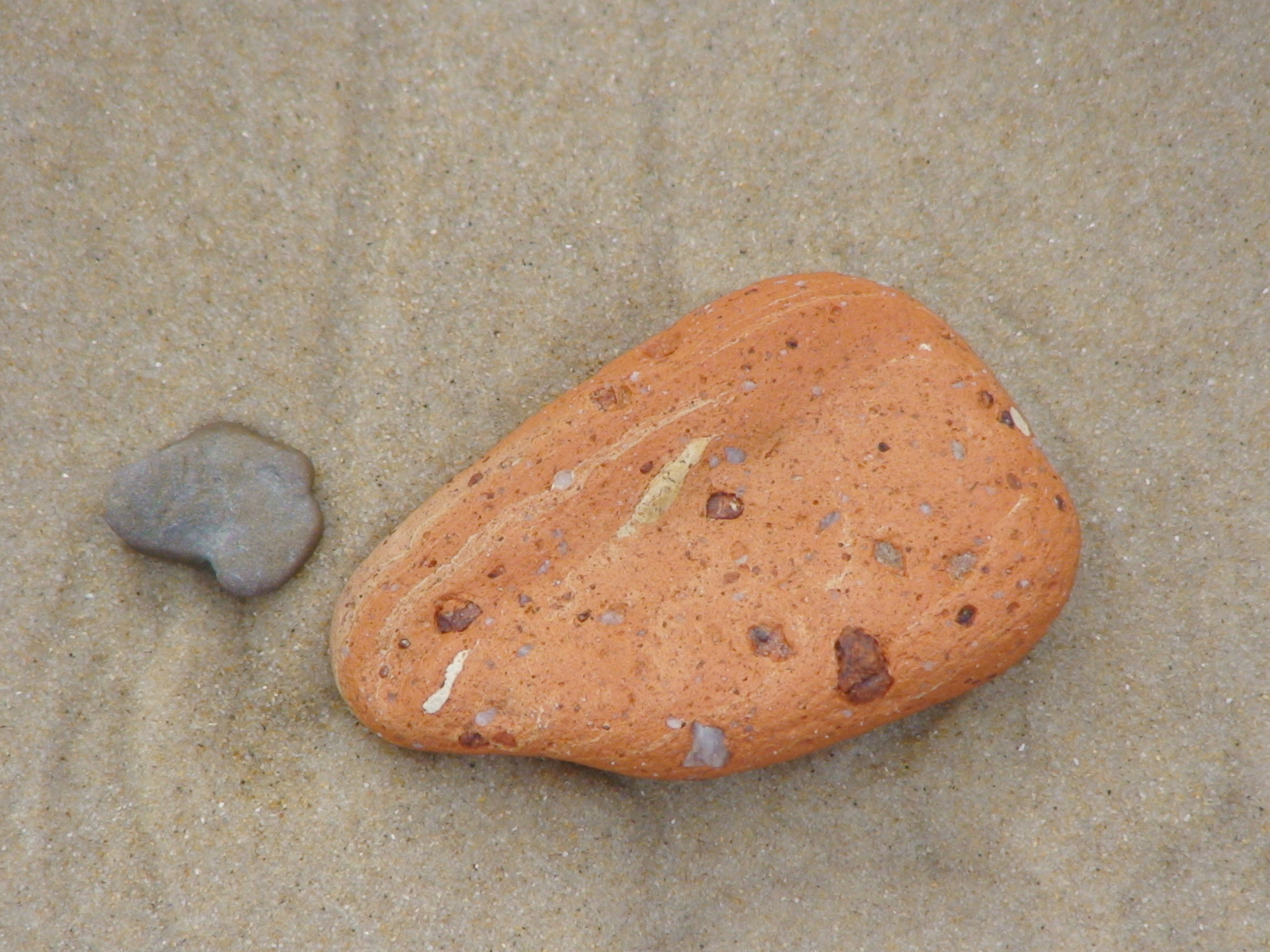
Um pedaço de tijolo rolado pelo mar, Baleal, Portugal

Qualquer sedimento duro pode ser arredondado e transformado num seixo, pela ação das marés: por exemplo vidro, tijolo e até certos tipos de plástico.